# 윤주 (역법)
윤주(閏週)는 현행 그레고리력의 개력 운동 과정에서 해마다 요일이 바뀌지 않게 하기 위해 고안된 방법으로, 1년을 364일로 하고 어떤 해에는 일주일을 삽입하는 주이다. 이는 특별히 정한 요일을 쇠는 여러 종교의 반발을 막는 방법이었으나 이런 방식의 개력은 이루어지지 않았다. Common Civil Calendar and Time이 그 예이다.

## 장단점
- 장점
  - 한 날짜의 요일이 바뀌지 않음
  - 1주일 7일이 깨지지 않음
- 단점
  - 1년의 길이의 편차가 커짐